# Rokuhara tandai
Les Rokuhara tandai (六波羅探題) sont les chefs du shogunat de Kamakura à Kyoto dont l'organisation est responsable de la sécurité dans le Kínai et les affaires judiciaires dans l’ouest du Japon, ainsi que des négociations avec la cour impériale. Bien qu'ils maintiennent la sécurité, ils agissent également comme une police secrète et sont très redoutés.
Le shogunat de Kamakura avait une zone réservée à Kyoto appelée Rokuhara (六波羅) où vivaient ses représentants, qui étaient supposés défendre ses intérêts.
La fonction de Rokuhara tandai est mise en place après la révolte de Jōkyū en 1221. Les deux chef sont appelés kitakata (北方) et minamikata (南方), kitakata étant de rang supérieur à celui de minamikata. Comme pour les shikken et les rensho, les deux postes sont monopolisés par le clan Hōjō. L'organisation est dissoute après la chute du shogunat de Kamakura à la suite du siège de Kamakura en 1333.

## Liste desRokuhara tandai

### Kitakata
1. Hōjō Yasutoki (r. 1221-1224)
2. Hōjō Tokiuji (r. 1224-1230)
3. Hōjō Shigetoki (r. 1230-1247)
4. Hōjō Nagatoki (r. 1247-1256)
5. Hōjō Tokimochi (r. 1256-1270)
6. Hōjō Yoshimune (r. 1271-1276)
7. Hōjō Tokimura (r. 1277-1287)
8. Hōjō Kanetoki (r. 1287-1293)
9. Hōjō Hisatoki (r. 1293-1297)
10. Hōjō Munekata (r. 1297-1300)
11. Hōjō Mototoki (r. 1301-1303)
12. Hōjō Tokinori (r. 1303-1307)
13. Hōjō Sadaaki (r. 1311-1314)
14. Hōjō Tokiatsu (r. 1315-1320)
15. Hōjō Norisada (r. 1321-1330)
16. Hōjō Nakatoki (r. 1330-1333)

### Minamikata
1. Hōjō Tokifusa (r. 1221-1225)
2. Hōjō Tokimori (r. 1224-1242)
3. Hōjō Tokisuke (r. 1264-1272)
4. Hōjō Tokikuni (r. 1277-1284)
5. Hōjō Kanetoki (r. 1284-1287)
6. Hōjō Morifusa (r. 1288-1297)
7. Hōjō Munenobu (r. 1297-1302)
8. Hōjō Sadaaki (r. 1302-1308)
9. Hōjō Sadafusa (r. 1308-1309)
10. Hōjō Tokiatsu (r. 1311-1315)
11. Hōjō Koresada (r. 1315-1324)
12. Hōjō Sadayuki (r. 1324-1330)
13. Hōjō Tokimasu (r. 1330-1333)